# Tower Hill (Londen)

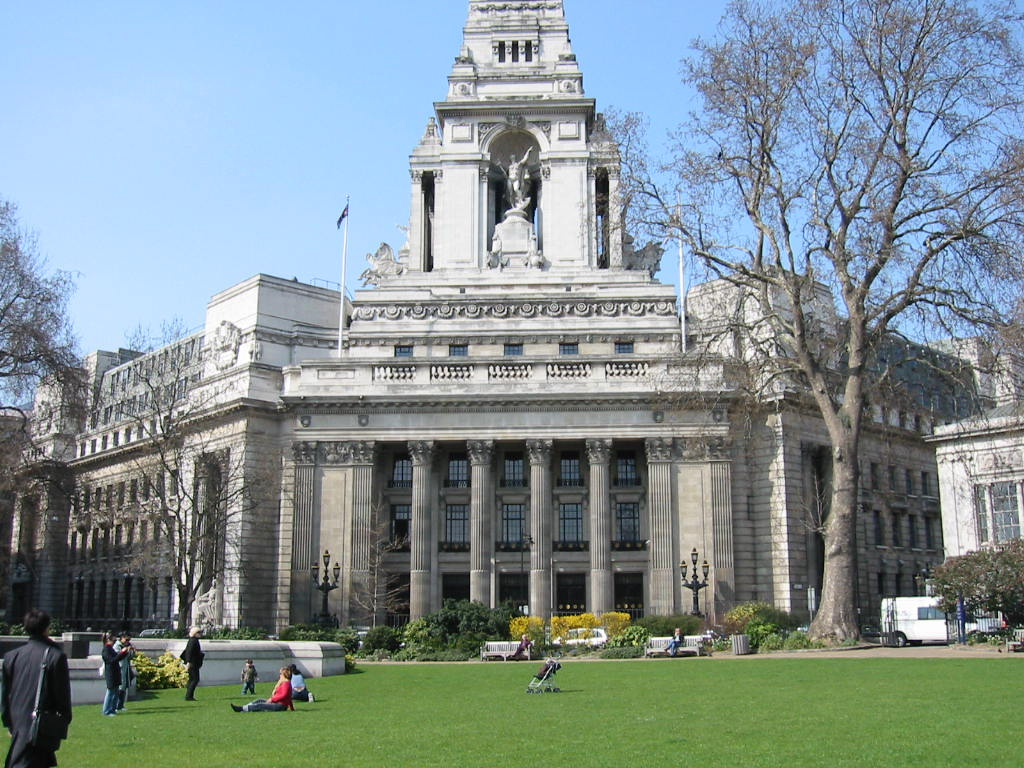
Voormalig gebouw van de Haven van Londen aan Trinity Square

Tower Hill is een kleine heuvel of verhoging in Londen, Engeland, gelegen op de grens van de City of London en de wijk Tower Hamlets. Het gebied ligt aan de noord- en noordwestkant van de Tower of London en viel voorheen (tot 1894) ook onder het beheer van de Tower.
Tower Hill ligt in een omgeving die behoort tot de oudste bewoonde gedeelten van de stad.
Archeologische vondsten tonen aan dat er al in de Bronstijd sprake was van bewoning. Ten tijde van de aanwezigheid van de Romeinen in Engeland lag hier een klein dorp, dat in vlammen opging tijdens een door Boudicca geleide opstand tegen de Romeinen in 61 na Chr.
De kerk All Hallows-by-the-Tower dateert uit 680, en is daarmee bijna vier eeuwen ouder dan de Tower. Het gebouw is vermaard vanwege de bewaard gebleven Romaanse fragmenten.
Het gebied heeft een lugubere geschiedenis, aangezien het de plek was waar notoire criminelen en vaak hooggeplaatste veroordeelden in het openbaar terecht werden gesteld. Onder de hier geëxecuteerden bevonden zich:
- James Tuchet, Baron Audley, een van de leiders van de opstand van Cornwall van 1497
- Edward Stafford, 3e hertog van Buckingham (1521)
- John Fisher (bisschop) (1535)
- Thomas More (1535)
- George Boleyn (1536)
- Edward Seymour (1552)
- Guilford Dudley (1554)
- Mervyn Tuchet, 2e graaf van Castlehaven (1631)
- William Laud, aartsbisschop van Canterbury (1645)
- Henry Vane, staatsman en parlementslid (1662)
- Algernon Sidney, politiek filosoof (1683)
- James Scott, 1e hertog van Monmouth (1685)
- William Boyd, 4e graaf van Kilmarnock (1746)
- Robert Boyd, behorend tot de Schotse clan Boyd (1746)
- Lord Lovat, Schots edelman (1747)

Vrouwen en ook enkele bevoorrechte mannelijke edelen werden geëxecuteerd op Tower Green, binnen de muren van de Tower, dit om de privacy van de edelen te beschermen en ze niet bloot te hoeven stellen aan de reacties van het gewone publiek.
Tower Hill is ook de naam van een korte verbindingsstraat aan de noordkant van de Tower.
In Tower Hill liggen het historische gebouw Trinity House, het oorlogsmonument voor zeelieden Tower Hill Memorial en het parkje Tower Gardens.
Er is een metrostation Tower Hill en het kopstation Tower Gateway van de Docklands Light Railway (DLR).